# Listă de companii și institute de cercetări din România

## Muncă
- Institutul Național de Cercetări Științifice pentru Muncă și Protecție Socială — INCSMPS
- Institutul Național de Cercetare-Dezvoltare pentru Protecția Muncii „Alexandru Darabonț” — INPM
- Institutul de Cercetare al Beneficiilor Angajaților (ICBA) -

## Lingvistică
- Institutul de Lingvistică „Iorgu Iordan - Alexandru Rosetti”
- Institutul de Lingvistică și Istorie Literară „Sextil Pușcariu”

## Istorie
- Institutul de Cercetări Eco - Muzeale Tulcea - ICEM

## Geografie, Geologie
- Institutul Național de Cercetare-Dezvoltare pentru Geologie și Geoecologie Marină — GeoEcoMar
- Institutul Geologic al României — IGR
- Institutul Român de Cercetări Polare — IRCP[nefuncțională]
- Institutul de Geografie al Academiei Romane — IGAR

## Mediu
- ECOIND — ECOIND
- Institutul de Cercetare - Dezvoltare pentru Ecologie Acvatică, Pescuit și Acvacultură — ICDEAPA Arhivat în 13 decembrie 2010, la Wayback Machine.
- Institutul Național de Cercetare-Dezvoltare pentru Protecția Mediului — INCDPM
- Institutul Român de Cercetări Marine „Grigore Antipa” — IRCM, numit și Institutul Național de Cercetare-Dezvoltare Marină „Grigore Antipa” - INCDM Constanța
- Institutul Național de Cercetare-Dezvoltare „Delta Dunării” — INCDD Tulcea
- Institutul de Cercetări Avansate de Mediu (ICAM) din Timișoara - icam.uvt.ro
- Centrul Național de Cercetări Geotermale din Oradea

## Agricultură - Biologie
- Institutul Național de Cercetare Dezvoltare Agricolă Fundulea — INCDA Fundulea
- Institutul de Biologie București — IBB
- Institutul de Cercetare-Dezvoltare pentru Protecția Plantelor — ICDPP
- Institutul de Cercetări și Amenajări Silvice — ICAS
- Institutul de Cercetare-Dezvoltare pentru Pajiști Brașov ICDP
- Institutul Național de Cercetare Dezvoltare pentru Microbiologie și Imunologie „Cantacuzino”
- Institutul Național de Cercetare-Dezvoltare în Domeniul Patologiei și Științelor Biomedicale „Victor Babeș”
- Institutul Național de Cercetare-Dezvoltare pentru Științe Biologice — INCDSB
- Institutul Național de Cercetare-Dezvoltare pentru Pedologie, Agrochmie și Protecția Mediului — ICPA
- Stațiunea de Cercetare-Dezvoltare pentru Pomicultură Constanța — www.cercetarepomicola-constanta.ro
- Institutul Pasteur — www.pasteur.ro
- Institutul de Cercetare pentru Legumicultură și Floricultură Vidra -  Arhivat în 27 iulie 2011, la Wayback Machine.
- Institutul de Bioresurse Alimentare din București - www.bioresurse.ro -

## Chimie
- Institutul Național de Cercetare - Dezvoltare pentru Chimie și Petrochimie — ICECHIM
- Institutul de Cercetări pentru Acoperiri Avansate — ICAA, fost ICEPALV
- Institutul de Tehnologie Chimică — ITEC Brazi
- Institutul de Cercetări Alimentare — ICA
- Institutul de Cercetări pentru Fibre Sintetice — ICEFS Săvinești Arhivat în 2 octombrie 2010, la Wayback Machine. [1]
- Institutul de Cercetare și Inginerie Tehnologică Fibresin Iași — ICIT Fibresin Arhivat în 27 august 2013, la Wayback Machine.
- Institutul de Cercetări Produse Auxiliare Organice Mediaș — ICPAO Arhivat în 14 ianuarie 2011, la Wayback Machine.
- Institutul de Cercetări în Chimie „Raluca Ripan” din Cluj-Napoca -  Arhivat în 22 noiembrie 2016, la Wayback Machine.

Chimie farmaceutică
- Institutul Național de Geriatrie și Gerontologie "Ana Aslan"
- Institutul Național de Cercetări Chimico-Farmaceutice — ICCF
- Centrul de Evaluare a Medicamentului — CME Arhivat în 2 februarie 2011, la Wayback Machine.
- Centrul de Cercetări pentru Antibiotice Iași

Petro-chimie
- Institutul Național de Cercetare-Dezvoltare pentru Utilaj Petrolier — IPCUP Arhivat în 15 octombrie 2011, la Wayback Machine.

## Mecanică, Motoare, Echipamente electrice, Informatică
- Institutul de Cercetări Pentru Hidraulică și Pneumatică — IHP

- Institutul de Cercetare și proiectare Tehnologică pentru Construcții Mașini — ICTCM
- Institutul Național de Motoare Termice - INMT, în prezent se numește Master București
- Institutul Național de Cercetare-Dezvoltare pentru Mașini și Instalații destinate Agriculturii și Industriei Alimentare — INMA
- Institutul Național de Autovehicule Rutiere — INAR
- CEPROM Satu Mare — Institut de Cercetare și Dezvoltare din România pentru utilaj minier — www.ceprom.ro
- Institutul de Cercetare Proiectare Rulmenți și Organe de Asamblare Brașov — ICPROA
- INFO SIT S.A. - Centrul de Cercetare și Proiectare Sisteme Tehnologice și de Producție - http://www.infosit.ro Arhivat în 9 ianuarie 2016, la Wayback Machine.

- Institutul Național de Cercetare - Dezvoltare Aerospațială „Elie Carafoli" — INCAS [2]
- Institutul pentru Calculul și Experimentarea Structurilor Aero-Astronautice — STRAERO
- Institutul Național de Cercetare-Dezvoltare Turbomotoare — COMOTI

- Institutul de Cercetare și Proiectare pentru Construcții Navale - Icepronav
- Institutul Național de Cercetare-Dezvoltare pentru Optoelectronică — INOE

- Institutul Național de Cercetare-Dezvoltare pentru Mecatronică și Tehnica Măsurării — INCDMTM (fost CEFIN Arhivat în 1 noiembrie 2010, la Wayback Machine. - Institutul Național de Cercetare-Dezvoltare pentru Mecanică Fină  Arhivat în 10 octombrie 2007, la Wayback Machine.)
- Institutul de Cercetări și Proiectări Electrotehnice — ICPE

- Institutul Național De Cercetare-Dezvoltare Pentru Inginerie Electrică — INCDIE ICPE-CA
- Institutul Național de Cercetare-Dezvoltare și Încercări pentru Electrotehnică — ICMET Craiova

## IT
- Institutul Național de Cercetare-Dezvoltare în Informatică - ICI (administratorul domeniilor .ro)
- Institutul Național de Studii și Cercetări pentru Comunicații - INSCC
- Institutul eAustria - IeAT
- Institutul Român de Știință și Tehnologie - RIST (Romanian Institute of Science and Technology) - http://www.rist.ro, Cluj-Napoca

## Energetică
- Institutul de Cercetări și Modernizări Energetice — ICEMENERG
- Institutul de Studii și Proiectări Energetice — ISPE
- Institutul de Studii și Proiectări Hidroenergetice — ISPH

## Fizică, Materiale
- AIP -
- Institutul Național de Cercetare-Dezvoltare pentru Fizica Pământului — INFP
- Institutul Național de Cercetare-Dezvoltare pentru Fizica Materialelor — INCDFM
- Institutul Național de Cercetare-Dezvoltare pentru Fizica Laserilor, Plasmei și Radiației — INFLPR
- Institutul Național de Cercetare-Dezvoltare pentru Fizică Tehnică — IFT Iași
- Institutul Național de Cercetare-Dezvoltare pentru Tehnologii Criogenice și Izotopice - ICSI Râmnicu Vâlcea
- Institutul Național de Cercetare-Dezvoltare pentru Tehnologii Izotopice și Moleculare — INCDTIM Cluj-Napoca
- Institutul Național de Cercetare-Dezvoltare pentru Microtehnologie - IMT
- INAV — Institut de cercetare și dezvoltare în știinte fizice și naturale
- Institutul de Cercetări Metalurgice — ICEM
- Institutul de Metale Neferoase și Rare — IMNR
- Institutul Național de Sticlă — INS Arhivat în 26 martie 2010, la Wayback Machine.
- Institutul Național al Lemnului — INL
- Institutul de Cercetare Dezvoltare pentru Sectoare Calde — INTEC Arhivat în 16 septembrie 2009, la Wayback Machine., numit și Institutul Tehnologic pentru Turnătorii, Deformări Plastice și Tratamente Termice
- Institutul de Sudură și Încercări de Materiale — ISIM Timișoara
- Institutul de Cercetare-Dezvoltare pentru Industria de Celuloză și Hârtie din România — CEPROHART Brăila
- Institutul Național de Cercetare-Dezvoltare pentru Textile și Pielărie — INCDTP, fost Institutul de Proiectări Tehnologice pentru Industria Ușoară — IPIU [nefuncțională]
- Institutul de Cercetare Științifică, Inginerie Tehnologică și Proiectare Mine pe Lignit — ICSITPML Craiva Arhivat în 26 iunie 2011, la Wayback Machine.
- ICPT Tehnomag — cercetare proiectare în domeniul sectoarelor calde — www.tehnomag.eu Arhivat în 23 aprilie 2013, la Wayback Machine.
- Institutul Național de Cercetare-Dezvoltare pentru Electrochimie și Materie Condensată — INCEMC Timișoara
- Institutul de Cercetare a Materiei Condensate Timișoara — ICMCT Arhivat în 22 mai 2010, la Wayback Machine.
- Casstil
- Institutul de Cercetare Dezvoltare Produse High Tech pentru Dezvoltare Durabilă al Universității Transilvania -  Arhivat în 1 aprilie 2012, la Wayback Machine.
- Institutul de Științe Spațiale (ISS) de pe platforma Măgurele de lângă București[3]
- Institutul de Cercetări Avansate pentru Materiale, Produse și Procese Inovative - CAMPUS din cadrul Universității Politehnica din București.[4][5]

### Fizică nucleară
- Institutul Național de Cercetare-Dezvoltare pentru Metale și Resurse Radioactive — ICPMRR
- Institutul Național de Cercetare Dezvoltare pentru Fizică și Inginerie Nucleară „Horia Hulubei” — IFIN HH
- Institutul de Fizică Atomică — IFA Arhivat în 17 martie 2011, la Wayback Machine.

## Construcții
- Institutul de Proiectări pentru Transporturi Auto, Navale și Aeriene — IPTANA
- Institutul de Cercetări pentru Echipamente și Tehnologii în Construcții — ICECON
- Institutul de Cercetări în Construcții și Economia Construcțiilor — INCERC
- Institutul Național de Cercetare-Dezvoltare în Construcții, Urbanism și Dezvoltare Teritorială Durabilă — INCD URBAN-INCERC
- Institutul Național de Cercetare-Dezvoltare pentru Urbanism și Amenajarea Teritoriului — URBANPROIECT Arhivat în 26 octombrie 2010, la Wayback Machine.
- Cepromin Deva — www.cepromin.ro

## Teatru și Cinematografie
- Centrul International de Cercetare si Educatie in Tehnologii Inovativ Creative — CINETic

## Altele
- Institutul Național de Inventică Iași — www.inventica.org.ro
- SIAT — fost Centrul de Cercetări pentru Automatică (CCAB) — SIAT Arhivat în 29 noiembrie 2010, la Wayback Machine.
- Agenția de Cercetare pentru Tehnică și Tehnologii Militare — ACTTM
- Institutul Național de Cercetare-Dezvoltare pentru Securitate Minieră și Protecție Antiexplozivă — INCD INSEMEX Petroșani
- Institutul de Cercetări și Proiectări Miniere din Petroșani — ICPM Arhivat în 29 ianuarie 2004, la Wayback Machine.
- Institutul de Cercetare-Dezvoltare pentru Apicultură — www.icdapicultura.com Arhivat în 10 noiembrie 2010, la Wayback Machine.
- Institutul Național de Cercetare-Dezvoltare în Turism — INCDT
- Institutul pentru Cercetarea și Prevenirea Criminalității - din cadrul IGPR
- Centrul de scafandri din Constanța
- Centrul de Cercetare si Comunicare Interculturala - Iasi
- Autoritatea Națională pentru Cercetare Științifică — ANCS
- Consiliul Național al Cercetării Știintifice din Învățământul Superior CNCSIS
- Institutul National de Statistica — INS

## Certificări, omologări
- Biroul Român de Metrologie Legală — BRML
- Institutul Național de Metrologie — INM
- Asociația de Acreditare din România — RENAR
- Asociația de Standardizare din România — ASRO
- ISCIR CERT — Inspecția de Stat pentru Controlul Cazanelor, Recipientelor sub Presiune și Instalațiilor de Ridicat — www.iscircert.ro
- SIMTEX — unicul organism de acreditare din România - pentru a certifica Sistemul de Management al Calității, de Mediu și cel al Siguranței Alimentului — www.simtex.ro Arhivat în 20 decembrie 2010, la Wayback Machine.
- Societatea Română Pentru Asigurarea Calității — SRAC
- Comisia de Certificare, Acreditare și Supraveghere din cadrul Ministreului Administrației și Internelor — CCAS
- Organismul Militar de Certificare Acreditare și Supraveghere din cadrul Ministerului Apărării Naționale — OMCAS
- Asociatia TEAM4Excellence Arhivat în 3 septembrie 2018, la Wayback Machine.